# 多毛症
多毛症（たもうしょう、英: Hypertrichosis）は、身体の各所に異常に多量の発毛が見られる状態。アムブラス症候群（英: Ambras syndrome）とも呼ばれる。多毛症にはふたつの異なる類型が存在する。全身の部位に発毛する汎発性の多毛症と、範囲が限られた局所性の多毛症である。多毛症は先天性疾患（生まれつきの疾患）である場合もあるが、後天的に発症する可能性もある。多毛症における過剰発毛は、恥部、顔面、腋窩部のアンドロゲン（男性ホルモン）の影響を受ける部位を除いた皮膚の領域で発生する。女性のアンドロゲン依存部位のみに体毛が過剰に発生する場合は英語では  英: Hirsutism の語を充てる。
19世紀、および20世紀初頭のサーカスの余興の出演者の中にはジュリア・パストラーナのような多毛症の罹患者が含まれていた。
その多くは見世物小屋で働き、人間と動物の両方の特徴をもつ者として宣伝された。

## 分類
多毛症の分類には2種類の方法が使用される。汎発性多毛症（generalized hypertrichosis）と局所性多毛症（localized hypertrichosis）に分ける方法と、先天性多毛症（congenital hypertrichosis）と後天性多毛症（acquired hypertrichosis）に分ける方法である。

### 先天性多毛症
先天性の多毛症は遺伝子の変異により引き起こされ、後天性のものとは異なり非常にまれである。先天性多毛症はつねに出生時に存在している。
毳毛性多毛症（hypertrichosis lanuginosa）
先天性毳毛性多毛症の症状は出生時にすでに顕著である。先天性毳毛性多毛症の新生児は薄い毳毛に完全に覆われている。通常の状況では胎児の毳毛は生まれる前に抜け落ちて軟毛に生えかわるが、先天性毳毛性多毛症の場合は出生後も毳毛が残り続ける。手の平と足の裏、粘膜は影響を受けない。罹患者が年齢をかさねることで毳毛が薄くなり、多毛症の症状が限られた範囲にしか残らないことがある。
汎発性多毛症（generalized hypertrichosis）
先天性汎発性多毛症は男性の場合、顔面と上半身に過剰発毛を引き起こす。一方で、女性の場合の症状は男性に比べると軽度で、また左右非対称な発毛になる。手の平と足の裏、粘膜は影響を受けない。
終毛性多毛症（terminal hypertrichosis）
先天性終毛性多毛症は、色素を多量に含む終毛が罹患者の全身を覆っていることで特徴付けられる。この症状はしばしば歯肉増殖症をともなう。先天性終毛性多毛症の罹患者は全身に太く黒い体毛をもつため「狼男症候群」（werewolf syndrome）という用語の由来となった可能性が高い。この症状をもつ人々はその特異な外見からサーカスの出演者として働くこともあった。
限局性多毛症（circumscribed hypertrichosis）
先天性限局性多毛症の関連症状は上肢での太い軟毛の発毛である。限局（circumscribed）はこの類型の多毛症が身体の特定の部位、この場合は上肢の伸側面に限定されていることを示す。先天性限局性多毛症の一種、へアリーエルボー(毛深い肘）症候群では肘とその周辺に過剰発毛が見られる 。この類型の多毛症は出生時に症状が認められ、症状は年齢をかさねることで顕著になるが、思春期には沈静化する。
局所性多毛症（localized hypertrichosis）
先天性局所性多毛症は局所的に体毛密度と体毛の長さを増加させる。
母斑性多毛症（nevoid hypertrichosis）
母斑性多毛症は出生時に症状が認められる場合もあるが、年齢をかさねることで顕在化することもある。この類型の特徴は皮膚の一点での終毛の過剰発毛だが、その他の疾病はともなわないことが多い。

### 後天性多毛症
後天性の多毛症は出生後に発症する。多数ある原因には薬物の副作用、悪性腫瘍との関連、摂食障害とのつながりなどが含まれる。後天性多毛症はさまざまな治療によって症状が軽減することが多い。
毳毛性多毛症（hypertrichosis lanuginosa）
後天性の毳毛性多毛症の特徴は、特に顔面における毳毛の急速な発毛である。この類型では胴体と腋の下にも発毛が見られるが、手の平と足の裏は影響を受けない。この症状における体毛は一般に悪性柔毛（malignant down）と呼ばれ、非常に細く、色素が少ない。
汎発性多毛症（generalized hypertrichosis）
後天性汎発性多毛症は一般に頬と上唇、顎に影響を及ぼす。この類型では前腕と脚部も影響を受けることがあるが、まれである。後天性汎発性多毛症と関連する奇形として、多数の体毛がひとつの毛包から発毛することがある。 関連する奇形には逆まつげで見られるようなまつげでの異常な発毛パターンも含まれる。高血圧の治療における経口薬としてのミノキシジルの使用はこの症状を引き起こすことが知られている。 外用薬としてのミノキシジルは脱毛症の治療に用いられ、塗布した部位の発毛を促すが、体毛はミノキシジル外用薬の使用を中止するとすぐに消滅する。
パターン性多毛症（patterned hypertrichosis）
後天性パターン性多毛症における発毛の増加はある種の模様（パターン）を形成する。症状は後天性汎発性多毛症と類似している。この類型の多毛症は内臓性悪性腫瘍の徴候のひとつである。
局所性多毛症（localized hypertrichosis）
後天性局所性多毛症は炎症もしくは外傷に続発することが多く、体毛密度と体毛の長さを増加させる。この類型の症状は身体の特定の部位に限られる。

### 男性型多毛症
多毛症はしばしば男性型多毛症（hirsutism）として誤って分類される。男性型多毛症は女性と小児にのみ見られる多毛症の類型であり、アンドロゲン感受性の発毛が過剰になることで引き起こされる。男性型多毛症の罹患者には成人男性の発毛パターンが現れる。男性型多毛症の女性の胸部と背部にはしばしば発毛が見られる。
男性型多毛症には先天性のものと後天性のものが存在する。この多毛症は女性の体内における過剰な男性ホルモンの分泌に関係するため、症状にはニキビ、声の低音化、生理不順、男性的な体型の形成が含まれることがある。男性型多毛症はほとんどの場合アンドロゲン（男性ホルモン）血中濃度の増加によって引き起こされる。アンドロゲンの増加が原因となっている場合、アンドロゲン血中濃度を低下させる薬物によって治療することができる。一部の経口避妊薬とスピロノラクトンはアンドロゲン血中濃度を低下させる。

## 徴候・症状
全ての形態の多毛症がもつ基本的な特徴は過剰発毛である。多毛症における体毛は通常想定される以上に長いことが多く、体毛の毛質もさまざま（毳毛・軟毛・終毛）である。パターン性多毛症での発毛は模様（パターン）を形成する。汎発性多毛症では全身に発毛する。限局性および局所性の多毛症は特定の部位に限定された発毛を引き起こす。

## 原因

### 遺伝
毳毛性多毛症
先天性毳毛性多毛症は8番染色体q22領域の偏動原体逆位によって引き起こされる場合があるが、遺伝ではなく自発的突然変異が原因である可能性もある。この多毛症は皮膚に影響する常染色体優性（性染色体に位置しない）皮膚疾患である。
汎発性多毛症
先天性汎発性多毛症は優性遺伝形式を持ち、X染色体のXq24-27.1領域と関係するとされる。罹患女性（多毛症遺伝子のキャリア）は50%の確率で子に多毛症遺伝子を伝える。罹患男性は娘に必ずこの類型の多毛症を遺伝させるが、息子に遺伝させることはない。
汎発性終毛性多毛症
先天性汎発性終毛性多毛症 は、遺伝子の変異が17番染色体に何百万ものヌクレオチドの挿入または欠失をもたらすことで起きると考えられている。MAP2K6遺伝子はこの疾患をもたらす因子のひとつである可能性がある。遺伝子の転写に影響する染色体の変異もこの疾患の原因となり得る。
その他の多毛症の型
晩発性皮膚ポルフィリン症の症状は患者の顔面（主に頬の上）に多毛症として現れる場合がある。

### 疾患
後天性毳毛性多毛症は通常、悪性腫瘍にともなって起こる 。この類型の多毛症は神経性無食欲症のような代謝異常や、甲状腺機能亢進症のようなホルモンの不均衡とも関係があり、特定の薬物の副作用として発症することもある
。
後天性汎発性多毛症は悪性腫瘍によって引き起こされる場合がある。悪性腫瘍による発毛は悪性柔毛（malignant down）として知られる。悪性腫瘍によって誘発される多毛症のメカニズムは解明されていない。ミノキシジルの経口・外用使用も後天性汎発性多毛症を誘発することが知られている。

### 薬物
後天性局所性多毛症
脱毛予防薬として使われるミノキシジルは後天性局所性多毛症を引き起こすと考えられている。薬剤誘発性の体毛の変化は回復可能なことが多い。

### その他
未解明の原因
先天性限局性多毛症、先天性限局性多毛症、および先天性母斑性多毛症の原因となる遺伝子変異は特定されていない。

## 病理

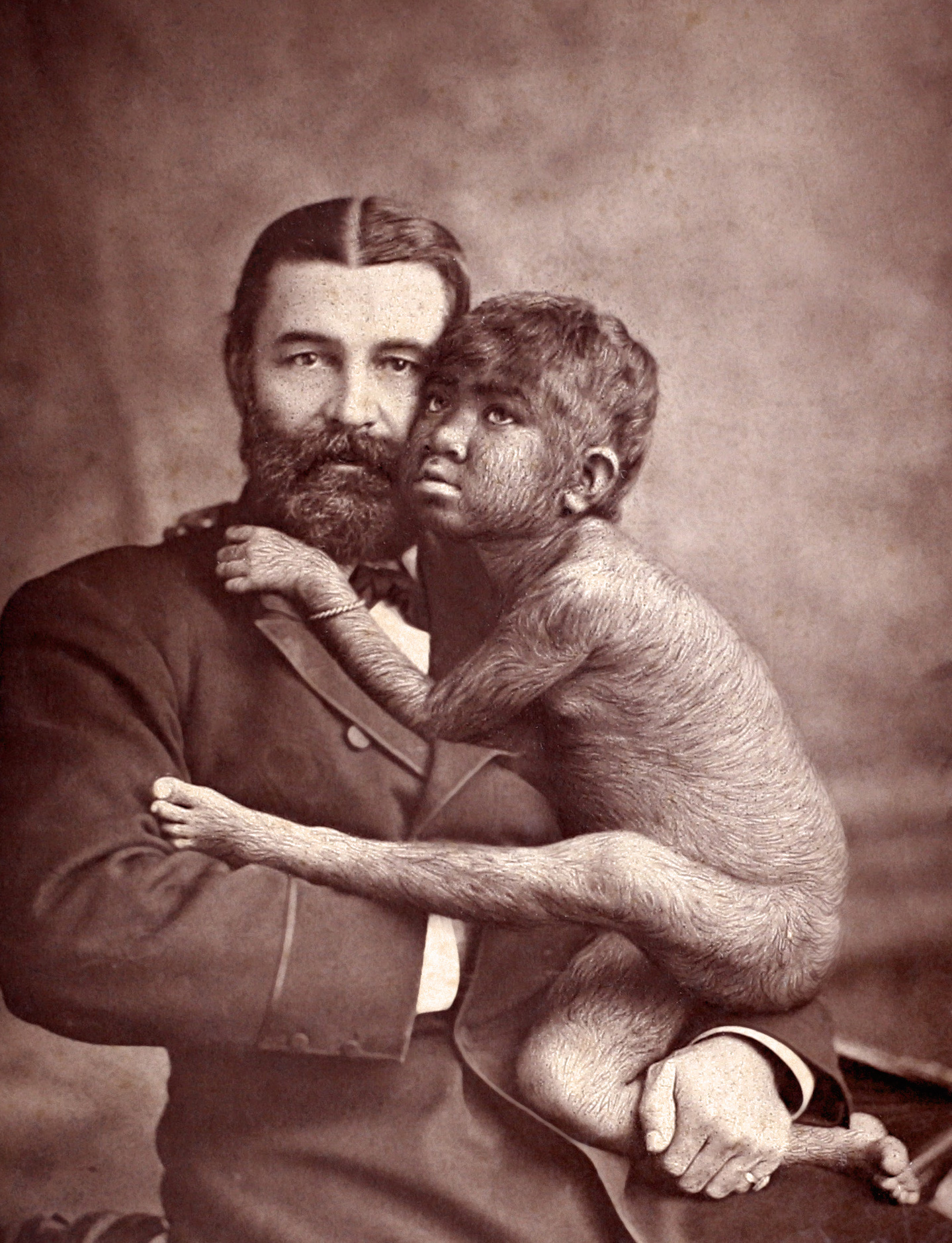
クラオ・ファリーニ（1883年）

多毛症に至るメカニズムは多数存在する。多毛症の原因のひとつは、軟毛が生える皮膚の小さな領域が、終毛が生えるより大きな領域へと変化する過程に関係する。この変化は通常、青年期に腋の下と鼠蹊部にある軟毛の毛包が終毛の毛包に変化する際に起こる。多毛症はこの種の変化を、通常は終毛への置換が起こらない部位でも引き起こす。この終毛への置換の仕組みはほとんど解明されていない。
別のメカニズムは毛成長周期の変化に関係する。毛成長周期には成長期（発毛）、退行期（毛包の細胞死）、休止期（脱毛）の3段階が存在する。成長期が通常よりも促進されると、その身体の部位には過剰発毛が起きる。

## 診断
多毛症は年齢・性別・民族的特性から通常想定される以上の体毛が、性毛を生じる部位以外に見られる場合に診断される 。過剰発毛は体毛の過剰な長さ、あるいは体毛の過剰な密度という形で現れ、体毛の毛質は毳毛・軟毛・終毛とさまざまである。

## 治療
全ての先天性多毛症には治療法が存在しない。後天性多毛症の治療は根底にある原因を特定する試みに基づいて行われる。後天性多毛症はさまざまな原因によって引き起こされるが、多くの場合に多毛症の因子（薬物の望ましくない副作用など）を取り除くことで治療される。先天性・後天性問わず全ての多毛症は脱毛処理によって症状を軽減することができる。脱毛治療には一時脱毛と永久脱毛の2種類の主な下位区分が存在する。脱毛治療は瘢痕、皮膚炎、過敏症などの副作用をもたらすことがある。
一時脱毛による脱毛効果は数時間から数週間持続する（持続期間は治療法に依存する）。一時脱毛は完全に美容目的の治療である。トリミング、剃毛、化学除毛のような除毛法は皮膚の表面までの体毛を除去し、その効果は数時間から数日間持続する。抜毛、電気脱毛、ワックス脱毛、砂糖脱毛、糸脱毛、のような脱毛法は毛根ごと体毛全体を除去し、その効果は数日間から数週間持続する。
永久脱毛では化学物質や各種のエネルギー、あるいはそれらの組み合わせによって発毛の原因となる細胞を破壊する。主に医療用のレーザー脱毛機を使用するが、医師や看護師でなければ取り扱いができないため、永久脱毛を受けるにはクリニックや美容皮膚科での施術が必要である。レーザー脱毛は色素を含む体毛に対して有効な治療法である。レーザー脱毛は色素のない体毛には適用できない。レーザーは毛包の下部3分の1に存在するメラニン色素に照射されるためである。エレクトロリシス（針脱毛）は電流と局部加熱を利用して脱毛する。アメリカ食品医薬品局（FDA）はこの電気脱毛にのみ「永久脱毛」という用語を使用することを認めているが、それはこの治療法が全ての色の体毛を脱毛できるとの証明を得ているためである。
発毛を抑制する薬は現在治験段階にある。 薬物治療の選択肢のひとつは性ホルモン結合グロブリンを増加させることでテストステロンの働きを抑制することである。別の選択肢として黄体形成ホルモンを調節することで過剰発毛をコントロールする方法がある。

## 疫学
先天性の多毛症はまれである。先天性毳毛性多毛症の症例は中世から現在までに50件しか記録されていない。先天性汎発性多毛症の症例は、科学的文献とメディアに記録されたもので100件未満である。メキシコでの先天性汎発性多毛症の症例はあるひとつの家族に限定されている。後天性多毛症と男性型多毛症はより一般的に見られる。例として、男性型多毛症は18歳から45歳の女性の約10%が発症する。

## 社会・文化

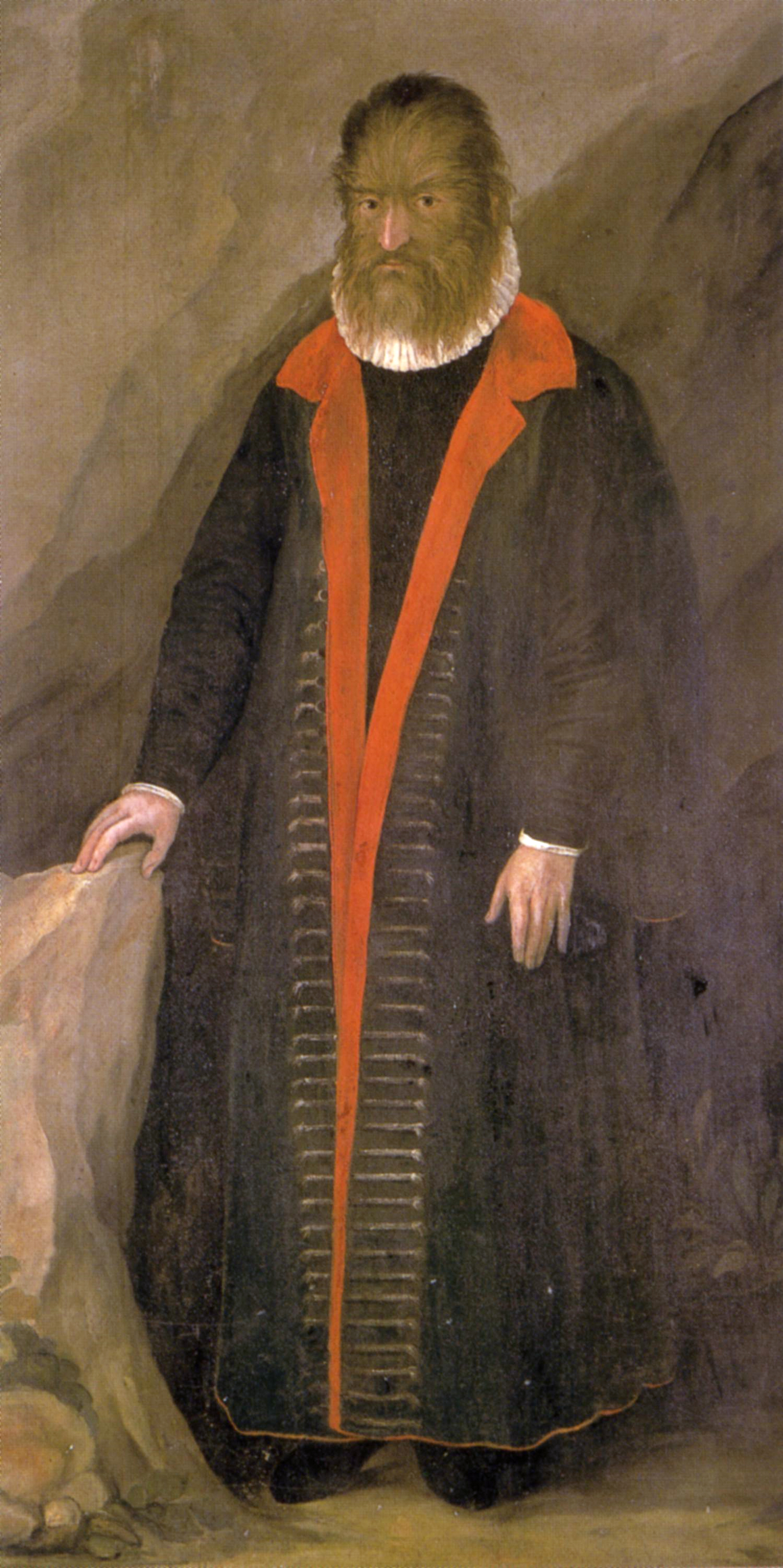
ペトルス・ゴンサルヴス（1648年）歴史上初めて記録された多毛症の症例

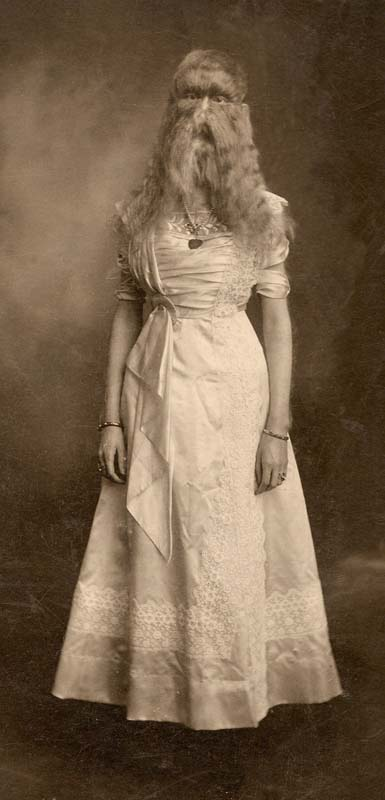
アリス・E・ドハーティ

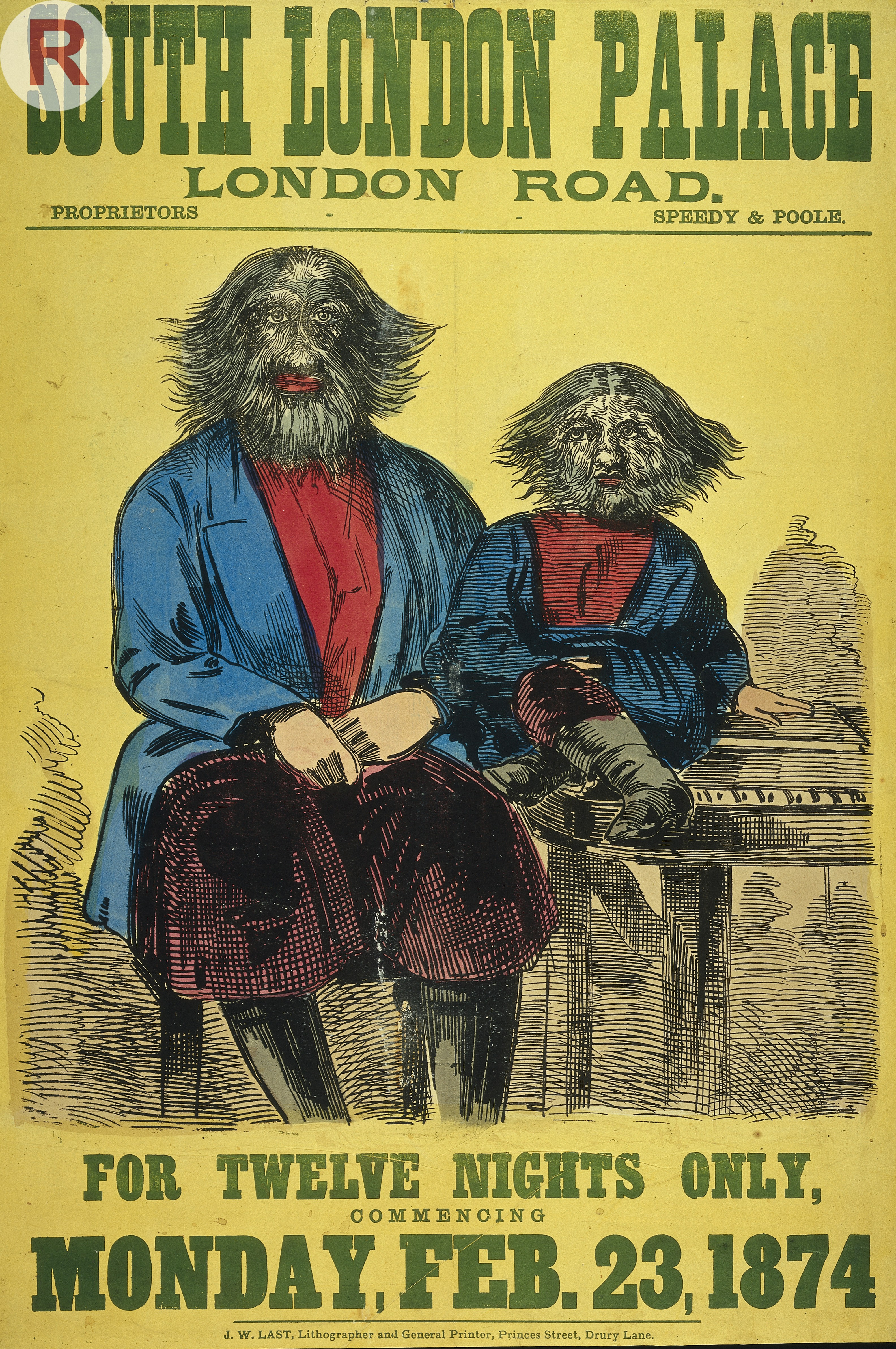
1874年ロンドンの宣伝広告

多毛症の人々はしばしばサーカスの出演者として働いたが、それは特異な容姿を最大限に活用した結果だった。「犬面男のジョジョ」と呼ばれたヒョードル・イェフティチョフ 、「獅子面男のライオネル」と呼ばれたステファン・ビブロフスキー、「狼男」ヘスス・アセベス、「髭女」アニー・ジョーンズ、「ミネソタの毛むくじゃら少女」アリス・エリザベス・ドハーティらは皆、多毛症の罹患者だった。広範囲の多毛症は精神的苦痛をともない、容姿への引け目を引き起こす場合もあるが、一部の人々は多毛症は自らを定義するものであると考え、治療を受けることを避ける。

### ジュリア・パストラーナ
ジュリア・パストラーナ （1834–1860)は髭の婦人（the bearded lady）としてアメリカ全土を旅する見世物小屋に出演し、多くのアーティストの注目を集めることとなった。パストラーナの身体の表面には広範囲にわたって均等に黒い体毛が生えており、手の平にすらも体毛が見られると描写された。パストラーナの多毛症は当初、先天性毳毛性多毛症であると信じられていたが、全身にわたる症状と、同時に発症していた歯肉増殖症は彼女の症状が先天性終毛性多毛症であったことを示していた。パストラーナがX連鎖遺伝性の終毛性多毛症を患っていたのが確認されたのは彼女の死後になってからだった。

### スパットラー・サスパン
2011年、スパットラー・サスパン (タイ語: สุพัตรา สะสุพันธ์; 2000年8月5日生)というタイ出身の11歳の多毛症の少女が世界で最も毛深い少女としてギネス記録に認定された。

### ビルマの毛深い家族
先天性毳毛性多毛症に関する歴史上の記録のひとつはビルマの毛深い家族（the hairy family of Burma）という4世代にわたる多毛症の家系である。1826年、ジョン・クローファードはインド総督の使節団を率いてビルマに赴いた。クローファードはアヴァ王の宮殿に住むシュマング・シュマングという名の毛むくじゃらの芸人と出会った。シュマングには4人の子がおり、その内の3人は正常だったが、マフーンという1人の子供は先天性多毛症を患っていた。アヴァ王朝への2回目の派遣の際にはマフーンは2人の息子をもつ30歳の女性として描写され、息子の内1人は多毛症を患っていた。多毛症の息子はマン・フォセという名だったが、彼のマー・ミーという娘も多毛症の罹患者だった。一族の内、多毛症の罹患者は全員が歯の疾患を持っていたが、その他の家族は皆、完璧な歯をしていた。

## 歴史
初めて記録された多毛症の症例は、カナリア諸島のペトルス・ゴンサルヴスのものである。このケースは17世紀中頃にウリッセ・アルドロヴァンディにより記録され、1642年出版のMonstrorum historia cum Paralipomenis historiae omnium animaliumの中で公表された。アルドロヴァンディはゴンサルヴス一家の2人の息子と1人の娘、そして1人の孫は皆、多毛症を患っていると記録した。ゴンサルヴスの一族は、その肖像画が発見されたインスブルック近郊のアムブラス城から「アムブラスの家族」と呼ばれた。これに続く300年間には約50件の多毛症の症例が観察された。1873年にはルードルフ・フィルヒョウが歯肉増殖症をともなう多毛症の類型について述べた。

## 動物
多毛症は他の動物でも発症例がある。カナダに暮らすアチョムという名の雄のペルシャ猫は、その多毛症による特異な外見から一定の注目を集め、2015年には「狼男ネコ」というニックネームを得た。
1955年、サラワク州から入手されたある雌のミュラーテナガザルは顔面部に異常な発毛を示していた。このサルの症状は顔面における多毛症であった可能性があると推測されている。